# Amalberga z Maubeuge
Amalberga z Maubeuge, również: Amalburga, Amalia i Amelia, nazywana  Amalbergą z Lobbes lub Amalbergą z Binche (ur. ok. 600 w Brabancji w dzisiejszej Belgii, zm. ok. 690 w Maubeuge we Francji) – zakonnica, święta Kościoła katolickiego.
Amalberga miała być siostrą lub siostrzenicą Pepina z Landen. Była małżonką Witgera – księcia lotaryńskiego i hrabiego Brabancji. Była również matką kilku świętych: św. Emeberta, św. Reineldisa i św. Guduli. Po śmierci męża obrała życie zakonne w klasztorze w Maubeuge, założonym przez św. Adelgundę. Tam też zmarła i została pochowana około 690 roku. 
Jej relikwie przeniesiono później do Lobbes w Hainaut w Belgii.
Wspomnienie liturgiczne św. Amalbergi (Amelii) obchodzone jest 10 lipca.
W ikonografii przedstawiana jest w białym habicie lub stroju z epoki. Jej atrybuty to korona, księga i ryba. Korona nawiązująca do książęcego pochodzenia, którego wyrzekła się po śmierci męża, księga symbolizuje głęboko religijne życie Świętej, ryba nawiązuje do gigantycznego jesiotra, który zgodnie z legendą został przez nią przywołany znakiem krzyża i przeniósł święta na drugi brzeg jeziora.
Amalbergi z Maubeuge nie należy mylić z inną świętą Amalbergą Gandawską (+772) wspominaną tego samego dnia.